# Newton Don

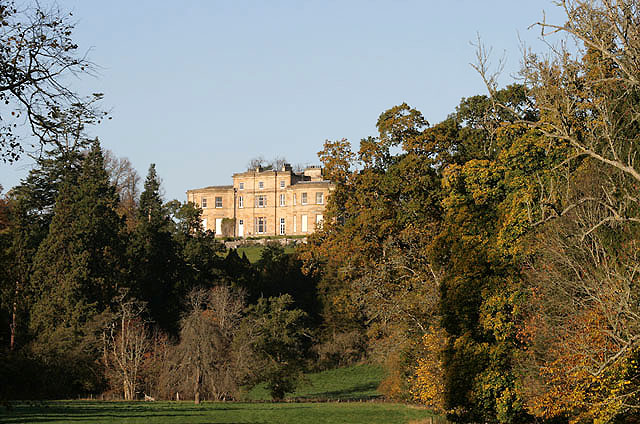
Newton Don

Newton Don ist ein Herrenhaus nahe der schottischen Ortschaft Stichill in der Council Area Scottish Borders. 1971 wurde das Bauwerk in die schottischen Denkmallisten in der höchsten Denkmalkategorie A aufgenommen.

## Beschreibung
Newton Don wurde 1818 nach einjähriger Bauzeit fertiggestellt. Den Entwurf lieferte der bedeutende englische Architekt Robert Smirke. Bauherr war der schottische Offizier und Abgeordnete im britischen Unterhaus für den Wahlkreis Roxburghshire, Alexander Don, 6. Baronet. Möglicherweise wurden jedoch Fragmente älteren Datums integriert, die aus der Zeit nach 1776 stammen, als Dons gleichnamiger Vater den Architekten Robert Adam mit der Erstellung eines Entwurfs beauftragte. Zu Zeiten des Ersten Weltkriegs beherbergte Newton Don ein Militärkrankenhaus.
Das klassizistische Herrenhaus liegt rund einen Kilometer südlich von Stichill nahe dem rechten Ufer des Eden Water. In den umgebenden Park- und Gartenanlagen befinden sich Außengebäude, darunter verschiedene Lodges, Cottages, Stallungen und Gewächshäuser sowie ein Gutshof. Des Weiteren sind mehrere Skulpturen des bedeutenden Steinmetzes Alexander Carrick aufgestellt.